# Constitución, Simojovel
Constitución är en ort i Mexiko.   Den ligger i kommunen Simojovel och delstaten Chiapas, i den sydöstra delen av landet, 700 km öster om huvudstaden Mexico City. Constitución ligger 870 meter över havet och antalet invånare är 1 103.
Terrängen runt Constitución är kuperad åt sydväst, men åt nordost är den bergig. Runt Constitución är det ganska tätbefolkat, med 96 invånare per kvadratkilometer. Närmaste större samhälle är Pantelhó, 9,6 km sydost om Constitución. Omgivningarna runt Constitución är en mosaik av jordbruksmark och naturlig växtlighet.